# Jungbrunnenbach
Der Jungbrunnenbach, auch Steinbach genannt, ist ein etwa 4,8 km langer, östlicher und linker Zufluss des Weiherbachs in Baden-Württemberg.

## Geographie

### Verlauf
Der  Jungbrunnenbach entspringt auf einer Höhe von 701,5 m ü. NHN in der Zepfenhaner Gemarkung im Wald im Gewann Leimental und fließt durch den Wald in südwestlicher Richtung. Auf seinem Weg nimmt er zahlreiche namenlose Quellbäche von beiden Talhängen auf. Beim namensgebenden Jungbrunnen wendet er sich in westliche Richtung und durchfließt das Jungbrunnental oder Riemental.  Er mündet schließlich nördlich von Göllsdorf im Gewann Brühl  auf einer Höhe von 565 m ü. NHN von links in den Weiherbach.
Der etwa 4,8 km lange Lauf des Jungbrunnenbachs endet ungefähr 136 Höhenmeter unterhalb seiner Quelle, er hat somit ein mittleres Sohlgefälle von etwa 28 ‰.

### Einzugsgebiet
Das Einzugsgebiet ist rund 6 km² groß. Sein höchster Punkt liegt im äußersten Osten auf dem Flugplatz Zepfenhan auf einer Höhe von 745,5 m ü. NHN. Das Einzugsgebiet gehört naturräumlich gesehen zum Südwestlichen Albvorland und zu den Oberen Gäuen. Es umfasst vom Unteren Jura bis hinab zum Gipskeuper zahlreiche Schichtstufen des Südwestdeutschen Schichtstufenlands.

## Naturschutz und Schutzgebiete
Der Bach fließt nordöstlich von Feckenhausen durch das Landschaftsschutzgebiet Jungbrunnental und das Naturschutzgebiet Linsenbergweiher, welches auch zum FFH-Gebiet Prim-Albvorland gehört.

### LUBW
Amtliche Online-Gewässerkarte mit passendem Ausschnitt und den hier benutzten Layern: Lauf und Einzugsgebiet des Jungbrunnenbachs

Allgemeiner Einstieg ohne Voreinstellungen und Layer: Daten- und Kartendienst der Landesanstalt für Umwelt Baden-Württemberg (LUBW) (Hinweise)
1. 1 2 3  Höhe ermittelt über WPS-Prozess (Geländehöhe).
2. ↑  Länge nach dem Layer Gewässernetz (AWGN).
3. ↑  Einzugsgebiet nach dem Layer Basiseinzugsgebiet (AWGN).
4. ↑  Schutzgebiete nach den einschlägigen Layern, Natur teilweise nach dem Layer Biotop.

### Andere Belege
1. ↑  Friedrich Huttenlocher: Geographische Landesaufnahme: Die naturräumlichen Einheiten auf Blatt 178 Sigmaringen. Bundesanstalt für Landeskunde, Bad Godesberg 1959. → Online-Karte (PDF; 4,3 MB)
2. ↑  Geologie nach den Layern zu Geologische Karte 1:50.000 auf: Mapserver des Landesamtes für Geologie, Rohstoffe und Bergbau (LGRB) (Hinweise)